# Ardoino da Piacenza
Ardoino da Piacenza (zm. 21 stycznia 1183) – włoski kardynał.
Pochodził z Piacenzy, gdzie był archidiakonem miejscowej kapituły katedralnej. Należał do kongregacji kanoników regularnych S. Frediano di Lucca. Prawdopodobnie w czerwcu 1178 papież Aleksander III mianował go kardynałem diakonem S. Maria in Via Lata, a we wrześniu tego samego roku promował do rangi kardynała prezbitera Santa Croce in Gerusalemme. Podpisywał bulle papieskie między 4 lipca 1178 a 8 stycznia 1183. Uczestniczył w papieskiej elekcji 1181. Napisał dzieło teologiczne zatytułowane De Deo immortali.